# Ibn Warraq

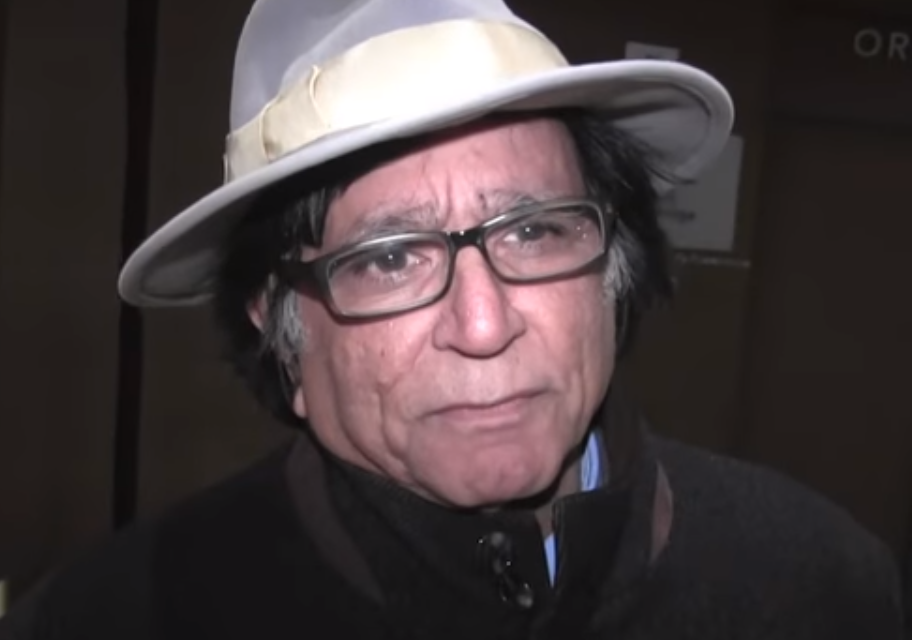
Ibn Warraq in 2018

Ibn Warraq (in arabo ابن وراق‎?; Rajkot, 1946) è uno scrittore indiano autore di libri critici nei confronti dell'Islam.

## Biografia
Nato in seno ad una famiglia musulmana in una repubblica islamica non araba, oggi vive negli Stati Uniti d'America. Ibn Warràq è il suo pseudonimo. Ibn Warràq è una delle voci critiche che considerano l'Islam (e la religione in generale) come oppressivo. La sua opera più nota è Why I Am Not a Muslim (tradotta in italiano come: Perché non sono musulmano), concepita sulla falsariga di Perché non sono cristiano di Bertrand Russell, cui è seguito nel 2007 Defending the West. A Critique of Edward Said's Orientalism.
Per la sua condizione di apostata e di critico dell'islam è costretto a nascondere la sua identità e di lui si conoscono pochi dati biografici. Di lui si sa solo che è nato nel 1946 a Rajkot (India) e che, all'indomani della nascita del Pakistan, la sua famiglia si trasferì a Karachi. Fu quindi inviato a studiare in Gran Bretagna diplomandosi in Filologia Araba presso l'Università di Edimburgo studiando con il grande arabista cristiano William Montgomery Watt, autore di un'apprezzata biografia su Maometto in due volumi. Lì scoprì quella che egli considera la natura perversa dell'Islam e decise di abiurare. Oggi è capo del dipartimento di ricerca del Center for Inquiry nello Stato di New York, dove conduce ricerche sulle origini del Corano e la diffusione dell'Islam.
Il nome Ibn Warrāq (lett. "Figlio del cartolaio") è lo pseudonimo adottato tradizionalmente dagli autori dissidenti in tutta la storia dell'Islam. Ibn Warraq ha scritto varie opere analizzando da una prospettiva critica e laica argomenti quali l'origine del Corano e la vita di Maometto. In altri libri ha promosso anche i valori laici universali tra i musulmani. Secondo quanto ha rivelato egli stesso, sono state la vicenda di Salman Rushdie e la sempre più grande diffusione dell'islamismo che lo hanno indotto a scrivere libri che mettessero in discussione i dogmi fondamentali dell'Islam, soprattutto gli argomenti degli «apologeti occidentali dell'islamismo». Sostiene, inoltre, che le grandi civiltà islamiche del passato nacquero indipendentemente dal Corano e che solo un Islam secolarizzato potrà liberare gli Stati musulmani dalla «pazzia fondamentalista».
Nel marzo 2006 sottoscrisse, insieme ad altri 11 intellettuali, tra i quali proprio Salman Rushdie, l'appello «Insieme contro il nuovo totalitarismo», in risposta alla violenta reazione per la pubblicazione delle Caricature di Maometto sul Jyllands-Posten. Nel 2007 ha partecipato a San Pietroburgo al Secular Islam Summit insieme ad altri pensatori e riformatori musulmani come Ayaan Hirsi Ali, Wafa Sultan e Irshad Manji. Il gruppo ha rilasciato la dichiarazione di San Pietroburgo che esorta i governi mondiali, tra le altre cose, a respingere la legge della Sharia, le Fatwā dei tribunali musulmani, le norme del clero e le religioni di stato in tutte le loro forme; e di opporsi a tutte le pene comminate per blasfemia e apostasia, che ritengono essere in violazione dell'articolo 18 della Dichiarazione Universale dei Diritti Umani.